# 鹿児島県立鹿屋工業高等学校
鹿児島県立鹿屋工業高等学校（かごしまけんりつ かのやこうぎょうこうとうがっこう）は、鹿児島県鹿屋市川西町にある県立工業高等学校。
大隅半島に所在する唯一の工業高校である。

## 設置学科
- 機械科
- 電気科
- 電子科
- 建築科
- 土木科

## 沿革

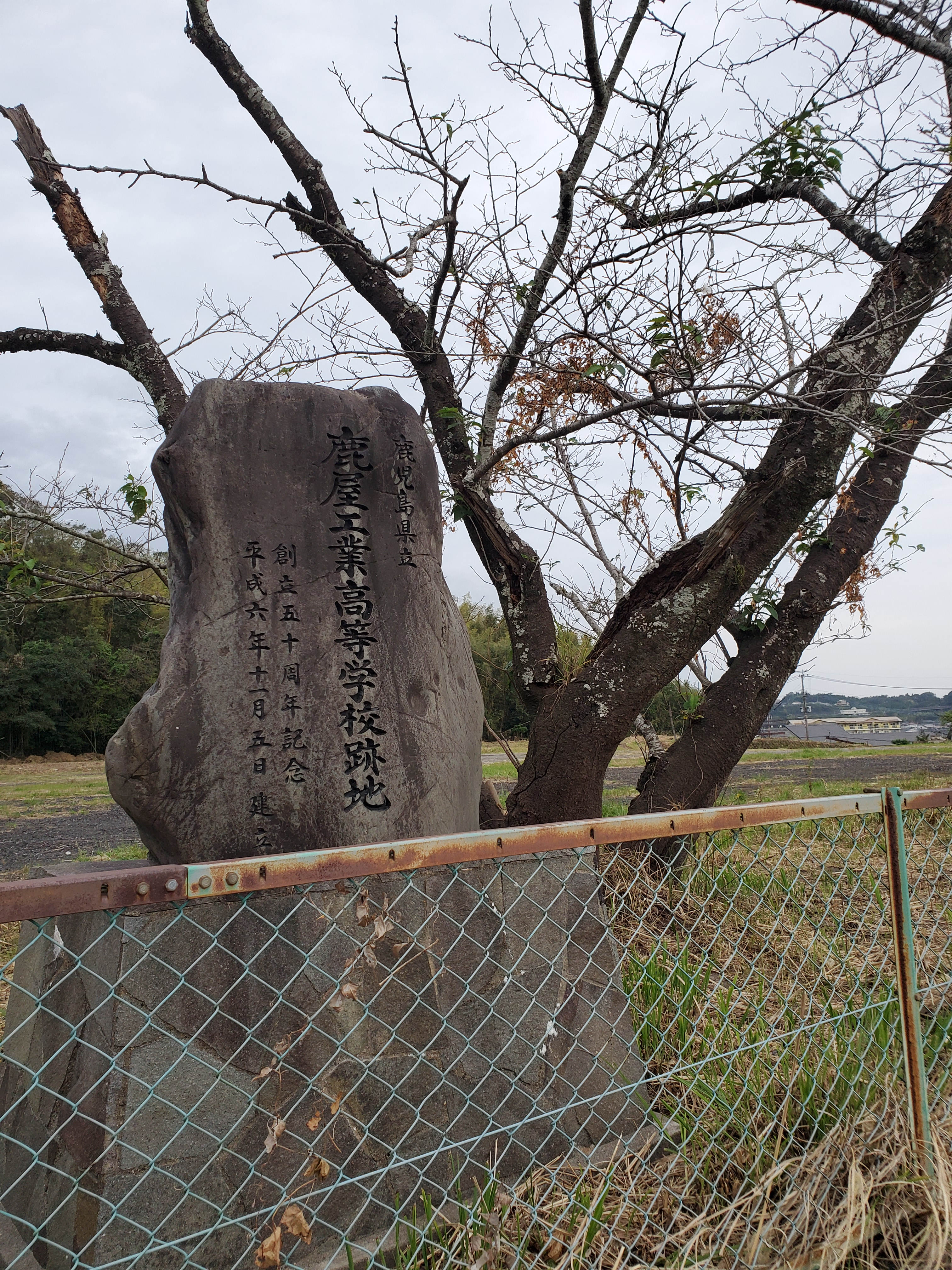
1950年から1962年までの県立鹿屋工業高校跡地の碑（1994年建立）。1965年以降はこの地に県立鹿屋病院（2000年に現在地の鹿屋市札元に移転、翌年県民健康プラザ鹿屋医療センターと改称）があった。

公式サイトに掲示されている所在地は住居表示実施前の表記である。
- 1944年4月 - 現在の市立鹿屋中学校のある鹿屋市打馬2丁目（当時は鹿屋市大字祓川）の旧鹿屋青年学校敷地に鹿屋市立鹿屋工業学校として開校。
- 1945年12月 - 現在のダイソー鹿屋寿店などがある鹿屋市寿町3193番地（当時は鹿屋市大字中名、現在は鹿屋市寿2丁目9-24）に移転。
- 1948年4月 - 学制改革に伴い鹿屋市高等学校と改称。建築科設置。
- 1950年3月 - 県立鹿屋高等女学校（県立鹿屋高校の前身）のあった鹿屋市打馬に移転。
- 1950年4月 - 管轄を鹿児島県に移管し、鹿児島県鹿屋工業高等学校に改称。定時制を併設。大姶良分校・花岡・高隈・吾平の分教場を設置する（現在はいずれも閉鎖）。
- 1956年4月 - 鹿児島県立鹿屋工業高等学校に改称。
- 1961年4月 - 電気科設置。
- 1962年4月 - 現在地の鹿屋市川西町に移転。
- 1970年4月 - 電子科設置。
- 2004年 - 創立60年に伴い校訓を制定。

## 校訓
- 自律
- 勤勉
- 不屈

## 校章
円と三角形との組み合わせの中に「工高」の文字を取り入れている。円は歯車を、三角は三角測量を表しており、各科の特色を取り入れたものとなっている。

## 進路
1992年度の卒業生（278人）のうち就職が218人 (78%) 、進学が46人 (17%) 、その他が14人 (5%) であった。

## 著名な出身者
- 内山昇 - モントリオール・オリンピック日本代表 - ボクシング
- 小妻寛和（俳優）
- 瀬下豊（芸人・天竺鼠）
- 堀之内九一郎（実業家）
- 福坪龍一郎（ラグビー選手）
- 谷口彪賀（プロボクサー）